# Marilao
Marilao is een gemeente in de Filipijnse provincie Bulacan op het eiland Luzon. Bij de laatste census in 2007 had de gemeente ruim 160 duizend inwoners.

## Geografie

### Bestuurlijke indeling
Marilao is onderverdeeld in de volgende 16 barangays:
| - Abangan Norte - Abangan Sur - Ibayo - Lambakin - Lias - Loma de Gato - Nagbalon - Patubig | - Poblacion I - Poblacion II - Prenza I - Prenza II - Santa Rosa I - Santa Rosa II - Saog - Tabing Ilog |

## Demografie
Marilao had bij de census van 2007 een inwoneraantal van 160.452 mensen. Dit zijn 59.435 mensen (58,8%) meer dan bij de vorige census van 2000. De gemiddelde jaarlijkse groei komt daarmee uit op 6,59%, hetgeen hoger is dan het landelijk jaarlijks gemiddelde over deze periode (2,04%). Vergeleken met de census van 1995 is het aantal mensen met 91.691 (133,3%) toegenomen.

De bevolkingsdichtheid van Marilao was ten tijde van de laatste census, met 160.452 inwoners op 33,74 km², 2038 mensen per km².